# Il selvaggio e l'innocente
Il selvaggio e l'innocente (The Wild and the Innocent) è un film del 1959 diretto da Jack Sher.

## Trama
Yancy è un ragazzo semplice. Cresciuto tra le montagne del Wyoming e abituato alla vita nomade, si guadagna da vivere andando a vendere in città insieme allo zio le pelli degli animali che uccide. Lo zio viene aggredito da un orso e Yancy, che crede che nel mondo non possa esistere il male, deve arrangiarsi da solo. Un giorno conosce Rosalie. Anche lei è cresciuta lontano dalla vita civile ma, stanca della sua esistenza di stenti con una famiglia numerosa e un padre alcolizzato, convince Yancy ad accompagnarla in città dove potrà trovarsi un lavoro e cominciare una nuova vita. Yancy e Rosalie arrivano in città in periodo di fiera, con grandi luci e festeggiamenti. Con il ricavato dalla vendita delle pelli, compra un abito nuovo per sé e uno per Rosalie. 
Questa si innamora di Yancy e cerca di stargli vicino, ma il ragazzo non se ne accorge anzi, una volta in città, la spinge a seguire lo sceriffo Bartell, che le fa una corte serrata e le promette di procurarle un lavoro nel saloon. Yancy con la sua semplicità d'animo si espone allo scherno dei cittadini provocando qualche incidente; nel frattempo conosce Marcy, una ragazza di cui si invaghisce. Marcy in realtà è una prostituta e, assai colpita dall'ingenuità di Yancy, decide di aprirgli gli occhi rivelandogli che il saloon è solo una copertura per una casa di appuntamenti. Quando capisce in quali loschi traffici è coinvolto Bartell, Yancy si accorge all'improvviso di amare Rosalie e si precipita a salvarla. Tra lui e lo sceriffo nasce una colluttazione e lo sceriffo viene ferito a morte ma, prima di morire, lo sceriffo esorta Yancy a non abbandonare Rosalie.